# Daisy Miller (Film)
Daisy Miller ist ein US-amerikanisches Gesellschaftsdrama aus dem Jahre 1974 von Peter Bogdanovich mit Cybill Shepherd in der Titelrolle. Dem Film liegt die gleichnamige Novelle (1878) von Henry James zugrunde.

## Handlung
Die Schweiz im ausgehenden 19. Jahrhundert. In Vevey am Genfersee begegnen sich die junge, lebenslustige und stets unbekümmert und ein wenig naiv vor sich her plappernde Annie P., genannt „Daisy“, Miller, die mit ihrer Mutter und ihrem ungezogenen jüngeren Bruder Randolph durch Europa reist, und ihr Landsmann Frederick Forsyth Winterbourne. Obwohl ursprünglich ebenfalls aus den Staaten, hat Frederick, der in Europa aufgewachsen ist, längst die Konventionen und Gepflogenheiten der wohlanständigen und gepflegt parlierenden europäischen Oberschicht aufgesogen und ist ein wenig befremdet von Daisys einfältiger, direkter Art. Anders als die unverbildete und einfache, aber auch sehr ehrliche Daisy Miller pflegt er den Ton elitärer Konversation der Alteingesessenen, die er mit beiläufiger Arroganz übernommen hat und ebenso aufrechterhält wie deren bürgerliche Etikette und starre moralische Normen. Daisy plaudert nonstop, sodass die Unterhaltung zwischen ihr und Frederick bisweilen sehr einseitiger Natur ist. Seine Gefühle für diese junge Dame mit den in europäischen Augen ziemlich vulgären Umgangsformen, deren Unbeholfenheit und Ungeschliffenheit Frederick unter natürlichem Charme abbucht, lassen ihn hin- und hergerissen zurück. Als er Daisys Mutter kennen lernt, weiß Frederick, von wem die junge Daisy ihre Art gelernt hat. Fredericks Tante Mrs. Costello bemerkt rasch, wes Geistes Kind die Millers zu sein scheinen und rät ihrem Neffen, durch die Blume gesprochen, von einem weiteren Kontakt zu diesen vulgären Leuten ab.
Dennoch nehmen Daisy und Frederick sich vor, gemeinsam das am See gelegene Schloss Chillon zu besuchen. Dort bittet Daisy Frederick, sie, ihren Bruder und ihre Mutter auf der Weiterreise nach Italien zu begleiten. Frederick Winterbourne wäre sicherlich auch ein guter Lehrer für den xenophoben, ungehobelten Lausebengel Randolph. Frederick lehnt ab, da ihn angeblich wichtige Dinge an Genf binden würden. Daisy glaubt, dass er vor Ort eine Herzdame hat, doch Frederick verneint dies. Als Daisy ihn nochmals bittet, sie wenigstens später in Rom zu besuchen, sagt er schließlich zu. In Rom erweist sich Daisy als ziemlich flatterhaft und ist keinem Flirt abgeneigt. Doch die Wahl ihrer Bekanntschaften findet nicht die Zustimmung Winterbournes, der die Millers tatsächlich in der italienischen Hauptstadt aufsucht. Sie flirtet mit dem etwas glatten Signore Giovanelli, dessen Leumund jedoch nicht der allerbeste zu sein scheint. Eines Abends gehen alle drei durch einen römischen Park spazieren, Daisy flankiert von „ihren“ beiden Männern. Dabei beobachtet sie die stets auf Ehre und Anstand bedachte Mrs. Walker und fordert Daisy unmissverständlich auf, in ihre Kutsche zu steigen. Daisy versteht in ihrer amerikanischen Naivität nicht, was an ihrem Verhalten verwerflich sein sollte oder ihren Ruf zerstören könnte. Es ist an dem von Mrs. Walker ins Gebet genommene Frederick, Daisy klarzumachen, dass für eine anständige junge Lady der Gesellschaft weder ein vermeintlich „flotter Dreier“ noch dieser mutmaßliche Casanova der richtige Umgang seien und dieses Verhalten ihren Ruf unter den hier lebenden Auslandsamerikanern zerstören könne, von der europäischen Noblesse ganz zu schweigen.
Daisy widerspricht, ihr Verhalten entspricht ihrem Naturell und den legeren Umgangsformen daheim in den Vereinigten Staaten. Sie ist letztlich zu naiv, um zu erkennen, welche Konsequenzen ihr Verhalten hier vor Ort in Zukunft haben könnte. Frederick wiederum ist mittlerweile derart europäisch konditioniert, dass er nicht die Kraft und Stärke besitzt, sich seine aufkeimenden Gefühle für Daisy einzugestehen und ihre ganz offensichtliche Liebe zu ihm zu erwidern. Mehr und mehr unter dem Einfluss von Mrs. Walker stehend, entgleitet ihm Daisy allmählich, die ihre Lebensfreude viel besser an der Seite des leichtlebigen Italieners anstatt beim stocksteifen Amerikaner Frederick ausleben kann. Auf der Suche nach Daisy trifft Frederick sie und Giovanelli eines Abends bei einem Spaziergang im Kolosseum an. Frederick tadelt Giovanelli heftig, denn dieser Ort ist bekanntermaßen eine Brutstätte für die sog. Römische Grippe. Tatsächlich erkrankt Daisy wenig später daran und stirbt. Frederick Winterbourne erfährt von Mrs. Miller, Daisy habe ihm noch auf dem Totenbett eine Nachricht übermitteln lassen. Dass zwischen Daisy und Giovanelli nichts ehrenrühriges vorgefallen ist, sagt dieser ihm am Grabe, in dem er Daisy Miller als „das unschuldigste Mädchen“ bezeichnet, das er je gekannt habe. Erst jetzt begreift Frederick, dass jede geäußerte Kritik an Daisys Wesen und ihren Verhaltensweisen gegenüber ihrer Offenheit, Ehrlichkeit und Herzlichkeit verblasst. Daisy Miller hat ihn aufrichtig geliebt. Der Film endet, anders als der Roman, mit der Beerdigung Daisys auf dem römischen Friedhof.

## Produktionsnotizen
Gedreht wurde Daisy Miller vom 20. August bis Anfang November 1973 in Italien (Rom) und der Schweiz (Vevey) und am 22. Mai 1974 in New York uraufgeführt. Die Produktionskosten lagen bei 2,2 Millionen Dollar.
Frank Marshall hatte die Produktionsleitung. Ferdinando Scarfiotti entwarf die Filmbauten, die mit einer Oscar-Nominierung bedachten Kostümentwürfe stammen von John Furniss.

## Kritiken
Die optischen Schauwerte dieser Produktion wurden gelobt, hingegen ließ die Kritik an den Leistungen der Hauptdarsteller(in) nur selten ein gutes Haar. Nachfolgend mehrere Beispiele:
Die Fachzeitschrift Variety nannte Daisy Miller „einen Blindgänger“ und fügte hinzu, „Cybill Shepherd ist fehlbesetzt in der Titelrolle. (…) Die in der Zeit spielende Produktion Peter Bogdanovichs ist hübsch gemacht. Aber seine Regie und sein Konzept erscheinen unklar und linkisch. Die Nebendarsteller Mildred Natwick, Eileen Brennan und Cloris Leachman sind entsprechend ausgezeichnet, herausragend und gut.“
Vincent Canby von The New York Times, fand, der Film „funktioniere erstaunlich gut“ und lobte Cybill Shepherd dafür, „die Fröhlichkeit und die Direktheit von Daisy, die Spontanität einer verwöhnten aber sehr angenehmen Person“ eingefangen zu haben. Bogdanovich erhielt Lob dafür, dass er „einen sensiblen kurzen Einblick in die Heucheleien und Widersprüche der Vergangenheit – ohne einen Hauch von Nostalgie – ermöglicht hat“.
Time Out London befand, „Bogdanovichs nervöser Essay in den unruhigen Gewässern von Henry James, wo amerikanische Unschuld und Naivität in ständigem Konflikt mit europäischer Dekadenz und Charme stehen, offenbart ihn weniger als Interpreten von James denn als Übersetzer von ihm in die schroffere Welt eines Howard Hawks. Die Gewalt, die James dabei angetan wurde, ist verzeihlich … aber als Ergebnis gibt es keinen wirklichen sozialen Konflikt im Film, und es gibt nur eine zeitgenössische Variante von Die letzte Vorstellung, ohne die Kraft dieses Films oder die Ironie des ursprünglichen James-Romans zu besitzen.“
Der Movie & Video Guide dekretierte: „Ansehnliche, intelligente Adaption einer Henry James-Geschichte verpasst das, worauf es ankommt. Der Ton ist kalt, und Shepherds hohler Auftritt als eine naive Amerikanerin, die sich um die europäische Gesellschaft des ausgehenden 19. Jahrhunderts bemüht, versenkt diesen Film beinah.“
Halliwell‘s Film Guide charakterisierte den Film wie folgt: „Merkwürdiger Versuch eine sehr milde und ereignisarme Henry-James-Geschichte zu verfilmen, mit sehr sorgfältiger Produktion aber wenig entsprechenden Hauptdarstellern.“
In Der Spiegel befand Hellmuth Karasek: Bogdanovichs „‚Daisy Miller‘ stirbt Viscontis ‚Tod in Venedig‘. Aber statt die Künstlichkeit der Fin-de-siècle-Welt, ihre Morbidezza, zu beschwören, rutscht der Film in eine gekünstelte Oberflächlichkeit; Nostalgie ist wieder einmal nicht mehr als eine aufdringliche Schminke, unter der das Thema restlos verschwindet. Wenn der Film einen Superlativ verdient, dann den, dass er mit der Daisy Cybill Shepherds sich die eklatanteste Fehlbesetzung leistete: Was bei Henry James eine faszinierende Natürlichkeit veratmet, ist hier mit Robustheit verwechselt, angeborene Koketterie wird hier mit Playmate-Augenaufschlägen appliziert, und aus dem ungezwungenen Parlando wird enervierende Quasselei. So kann man ein Naturereignis in eine Nervensäge verwandeln. Überhaupt wirkt Bogdanovichs Film wie ein pausenloser Smalltalk. Der Regisseur, der als Kinomane in über tausend Filmen förmlich gebadet hat, bevor er zu drehen begann, erinnert an einen Schwimmer, der das Wasser verlassen hat, und dessen Tropfspuren am Ufer von Film zu Film schwächer werden.“
Kay Wenigers Das große Personenlexikon des Films verortete in dem Bogdanovich-Werk eine „etwas dröge(n), wenngleich optisch opulente(n) Literaturverfilmung“ und sah, wie Karasek, einen Abstieg Bogdanovichs als Regisseur sich abzeichnen.
Das Lexikon des Internationalen Films befand: „Sehr geschmackvolle, ganz auf Bildpoesie, Atmosphäre und die Ausstrahlungskraft der Hauptfigur ausgerichtete Romanverfilmung.“
Buchers Enzyklopädie des Films fand, Bogdanovich seit mit seiner Daisy Miller-Verfilmung „ganz an der Oberfläche“geblieben.
Die Zeit nannte den Film „sehenswert“ und fand lobende Worte für Bogdanovichs Inszenierung: „Wer bislang glauben mochte, Peter Bogdanovich sei allenfalls ein geschickter Imitator oder gar Leichenfledderer des alten Hollywood, kann sich jetzt davon überzeugen, dass die kühle analytische Intelligenz dieses verdächtig erfolgreichen Regisseurs auch jenseits der Bindung an Konventionen und Traditionen des amerikanischen Kinos funktioniert. Denn nach ‚Targets‘, ‚The Last Picture Show‘, ‚What’s Up, Doc?‘ und ‚Paper Moon‘ ist ‚Daisy Miller‘, nach der Novelle von Henry James, der erste Film von Bogdanovich, dessen Handlung vor der Erfindung des Kinos spielt. Es gibt keine Zitate, keine cineastischen Anspielungen, kein selbstgefälliges Spiel mit filmischen Versatzstücken, nicht einmal den naheliegenden Versuch, die Atmosphäre von Orson Welles’ thematisch verwandtem Film ‚The Magnificent Ambersons‘ zu kopieren oder zu rekonstruieren. Bogdanovich und sein Co-Autor Frederic Raphael halten sich vielmehr ungewöhnlich genau an den äußeren Ablauf und an die Dialoge der Vorlage.“